# Алексеев, Илларион Спиридонович
Илларион Спиридонович Алексеев (1744—1798) — русский государственный деятель, псковский губернатор.

## Биография
Родился в 1744 году.
В 1775 году — гвардейский полковник, известен как владелец слободы Котовка.
В 1782 году был вице-губернатором Азовской губернии. В 1787—1788 годах — правитель Кавказского наместничества в чине статского советника, в 1795—1797 годах — правитель Новгород-Северского наместничества.
В апреле 1797 года был назначен Псковским губернатором, имел чин действительного статского советника.
Умер 28 октября (8 ноября) 1798 года в Пскове. Был похоронен на церковном кладбище Никитской церкви (ныне не существующей).
Имел сыновей,Дмитрия и Степана, которые были привлечены к следствию по делу декабристов и были освобождены с оправдательными аттестатами.